# Пинежка (приток Большого Кундыша)
Пинежка, Пижненка — река в России, протекает по Республике Марий Эл и Кировской области. Устье реки находится в 99 км от устья Большого Кундыша по правому берегу. Длина реки составляет 15 км, площадь водосборного бассейна — 38,5 км².
Исток реки расположен у деревни Большой Пинеж в Марий Эл (недалеко от места, где сходятся Нижегородская область, Кировская область и Марий Эл). Река течёт на восток, вскоре после истока протекает деревню Большой Пинеж и уходит на территорию Кировской области, где на реке стоят деревни Николаевские, Шабры, Успенские (далее река течёт на юго-восток), Галкино. Последний километр перед устьем река опять преодолевает по территории Марий Эл.

## Данные водного реестра
По данным государственного водного реестра России относится к Верхневолжскому бассейновому округу, водохозяйственный участок реки — Волга от Чебоксарского гидроузла до города Казань, без рек Свияга и Цивиль, речной подбассейн реки — Волга от впадения Оки до Куйбышевского водохранилища (без бассейна Суры). Речной бассейн реки — (Верхняя) Волга до Куйбышевского водохранилища (без бассейна Оки).
Код объекта в государственном водном реестре — 08010400712112100000893.